# Симеон (Адамович)
Симео́н Адамови́ч (невідомо — після 1677) — український православний духівник. Протопіп ічнянський (до 1661) і ніжинський (1662—1677). Авантюрист, агент московського уряду в Україні.

## Біографія
Дата і місце народження Симеона Адамовича невідомі. Представник роду Адамовичів. Вислужився завдяки доносам до Москви. Деякий час підтримував Івана Брюховецького у протистоянні із Якимом Сомком, за що останній позбавив його протопопства й переслідував. Згодом допомагав промосковському єпископові Методію Филимоновичу. На початку гетьманства Брюховецького відновлений на протопопстві. Спільно з Методієм вступив у конфлікт із гетьманом, що завершився арештом Симеона (1668 рік). Після цього підтримував чернігівського полковника Дем'яна Многогрішного. Знову арештований і відісланий до Петра Дорошенка в Чигирин. Звідтіля втік до Ніжина. Восени 1668 року арештований Многогрішним, але за рік вийшов на волю, став довіреною особою і радником лівобережного гетьмана. Доніс на нього в Москву, зокрема про листування Многогрішного із Дорошенком. Потім був свідком у справі Многогрішного. Агітував московський уряд збільшити в Україні московське військо. Безуспішно намагався втертися у довіру до нового гетьмана Івана Самойловича. 1676 року знову арештований, переданий до військового суду. У січні 1677 року отримав смертний вирок, який замінили ув'язненням у монастирі. Влітку 1677 року засланий до Сибіру. Дата і місце смерті невідомі.